# Sam Nicholson
Sam Nicholson (Edinburgh, 20 januari 1995) is een Schots voetballer (middenvelder) die sinds 2013 voor de Schotse tweedeklasser Heart of Midlothian FC uitkomt. Voordien speelde hij voor de jeugd van diezelfde club.
Nicholson debuteerde op 31 augustus 2013 voor Hearts FC in de uitwedstrijd tegen Inverness Caledonian Thistle FC. De wedstrijd werd met 2-0 verloren.